# Cornwell (California)
Cornwell è una città fantasma degli Stati Uniti d'America situata nella Contea di Kings, nello Stato della California. Si trovava sulla Atchison, Topeka and Santa Fe Railway a una distanza di 11 km a nord di Lemoore.
Cornwell appariva sulle carte geografiche ancora nel 1927.